# Pettalus brevicauda
Pettalus brevicauda – gatunek kosarza z podrzędu Cyphophthalmi i rodziny Pettalidae.

## Występowanie
Gatunek endemiczny dla Sri Lanki. Znany z wioski Pundaluoya w Prowincji Centralnej.